# Topaz (äpple)

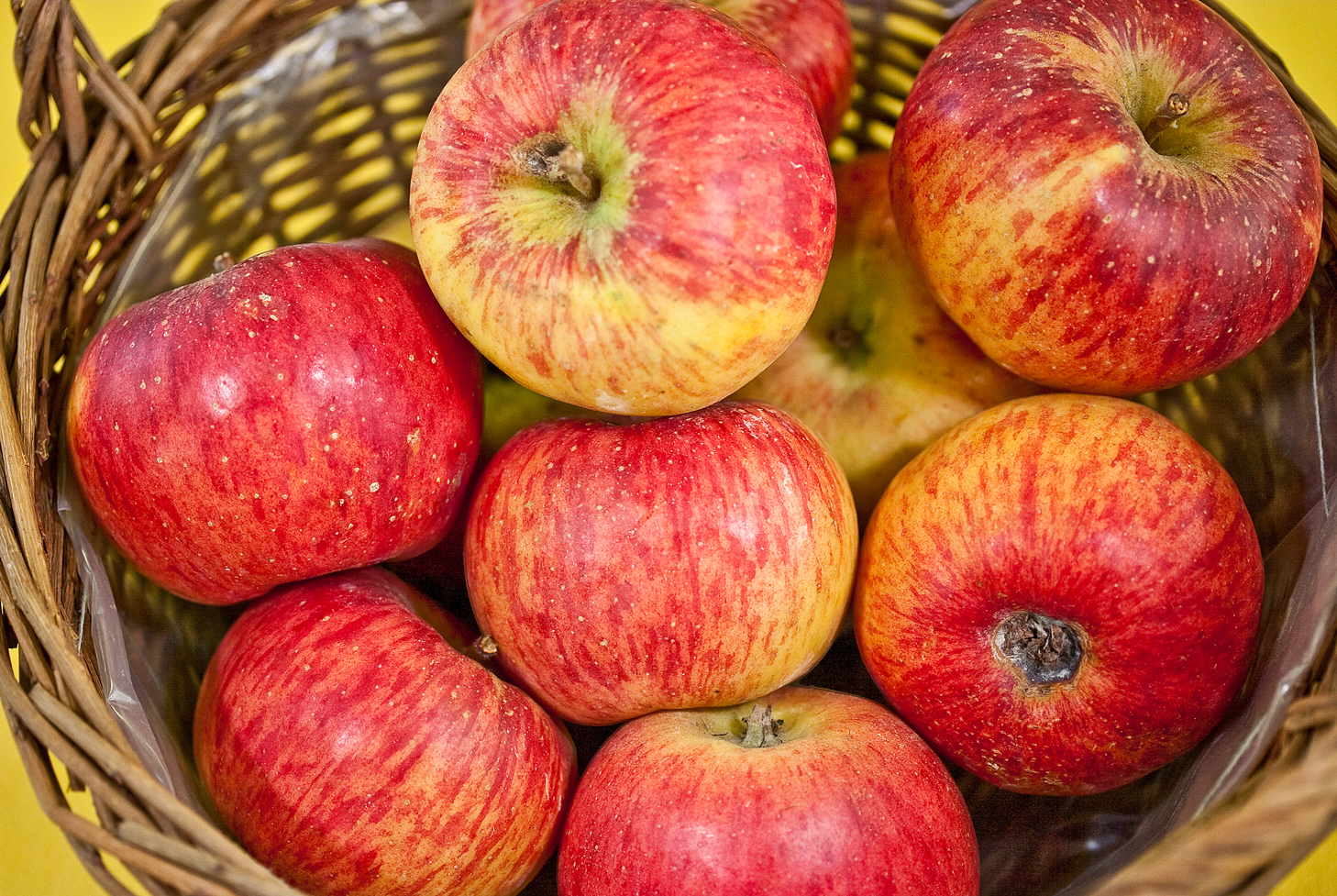
Topaz-äpplen.

Topaz är en relativt ny äppelsort som framkommit 1984 i Tjeckien. Äpplet är en korsning mellan Vanda och Rubin, som båda har framställts i Tjeckien på sent 1900-tal. Topaz är motståndskraftigt mot sjukdomar, och klarar sig oftast bra på smaktester. Köttet är saftigt, fast och krispigt, smaken är aningen sötsur. Fett skal. Till storleken är äpplet vanligtvis runt medium.
Topaz har en regelbunden och hög avkastning.